# Alue Sentang (Birem Bayeun)
Alue Sentang is een bestuurslaag in het regentschap Aceh Timur van de provincie Atjeh, Indonesië. Alue Sentang telt 2454 inwoners (volkstelling 2010).